# سلمى الشرهان
سلمي الشرهان- هي سلمى سالم الشرهان (1939 - 2014)، مواليد إمارة رأس الخيمة بدولة الإمارات العربية المتحدة، صاحبة رسالة سامية في مجال التمريض، لقبت بــ "فلورانس الإمارات" لمعاونتها ومساندتها منذ امتهانها مهنة التمريض آلافاً من المرضى، وتفانيها بالعمل في مجال الرعاية الصحية إيماناً منها بأهمية القطاعات الصحية داخلياً وخارجياً. سلمى درست في معاهد تمريض عالمية  في دولة الإمارات في مجال التمريض، وهي أول ممرضة إماراتية، ورائدة التمريض الأولى في الإمارات.

## الحياة العملية

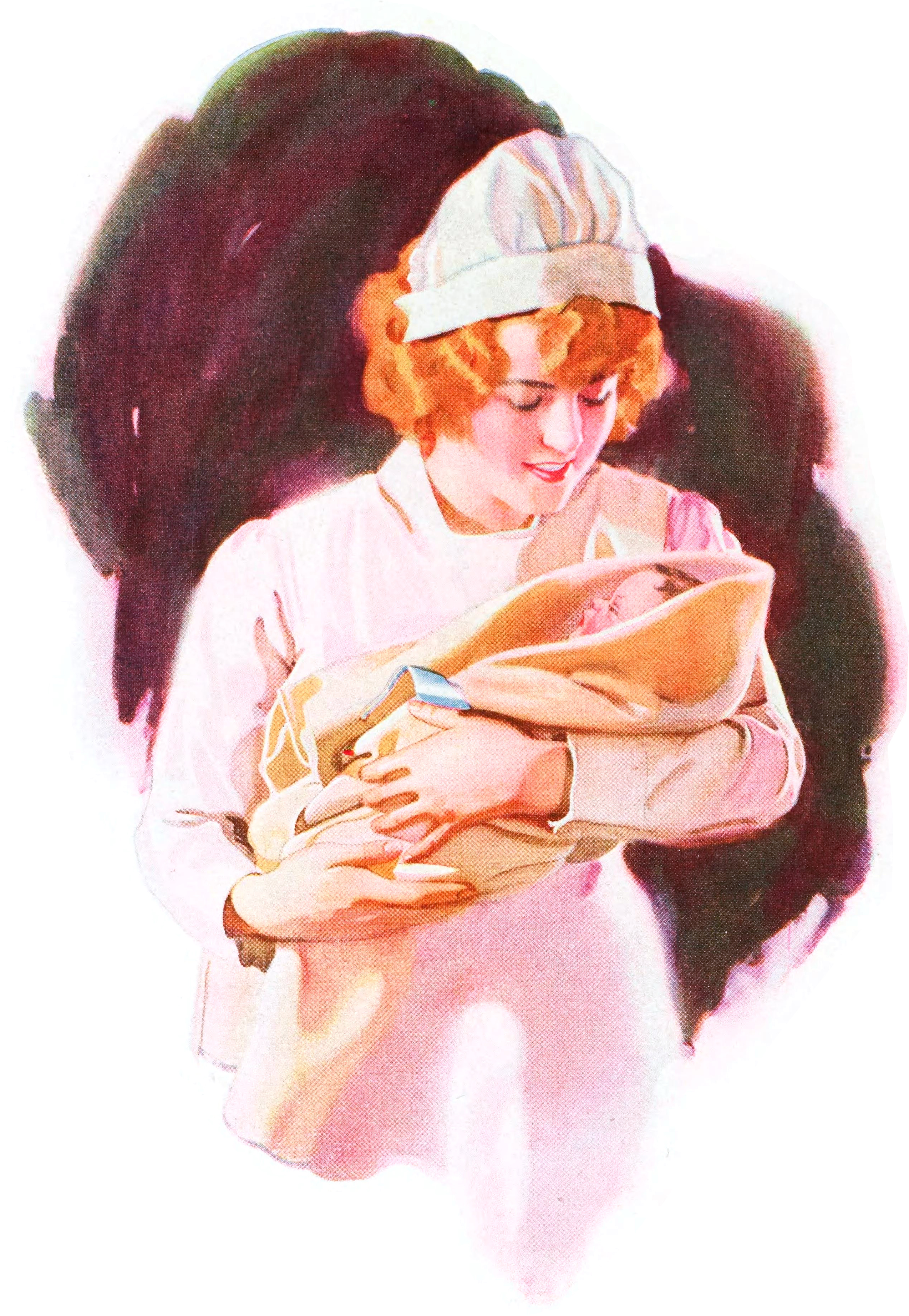

بدأت سلمى حياتها العملية في مجال التمريض عام 1955، وذلك عندما اختارها دكتور صيدلي في رأس الخيمة لمساعدته في العمل بالصيدلية (صيدلية الحديبة)، وكانت الصيدلية الوحيدة وقتها في الإمارات، وقام بتدريبها على كيفية استخدام الأدوات المستخدمة في العلاج بالصيدلية، ثم عملت بعد ذلك في عيادة تابعة للمجلس البريطاني كمساعدة لطبيبة بريطانية تدعى "فيوز" لتتعلم منها الكثير من أصول وقواعد مهنة التمريض. ثم انتقلت للعمل في أول مستشفى في رأس الخيمة وهو "مستشفى النخيل" الذي تم افتتاحه من قبل المجلس البريطاني عام 1961.والذي عملت فيه سلمى لمدة أربعين عامًا .وعمل سلمى كممرضة في الخمسينيات والستينيات من القرن العشرين لم يكن بالأمر اليسير في دولة الإمارات بشكل عام ورأس الخيمة بشكل خاص والتي لم تكن متطورة كما هو الحال اليوم. فقد كانت ممارسة هذه المهنة أمراً شاقًا حيث يحدث في ظروف بدائية للغاية، حيث لا توجد حماية للعاملين بالقطاع الصحي خلال عفدي الخمسينيات والستينيات من القرن العشرين، كما أن المواصلات المتاحة كانت محدودة ، والخدمات الصحية شحيحة.
وعملت الشرهان أيضًا كقابلة لتوليد النساء في محيط إمارة رأس الخيمة، ومن المواقف التي لاتنسى لها في هذا المجال عندما ولد طفل في الشهر السابع ولم تكن هناك حاضنات بشكلها المعروف اليوم، وكان الرضيع بحاجة إلى حاضنة لرعايته، فما كان من الشرهان إلا أن ابتكرت حاضنة من الكرتون صنعت بها ثقوبًا للتهوية، ووضعت بداخلها بطانية للتدفئة وسهرت على الرضيع وأطعمته حتى تجاوز مرحلة الخطر. كما شاركت الشرهان في حملات تبرع لبناء مراكز صحية وعيادات في المناطق الفقيرة في عدة دول منها الصومال وأندونسيا والهند

## سلمي وفلورانس
كما أن الممرضة البريطانية فلورانس نايتينجيل منحت الأمل للجنود المصابين خلال حرب القرم 1854،ولقبت بسيدة المصباح لخروجها ليلاً للبحث عن الجرحى، فكذلك سلمى الشرهان والتي سارت على خطى فلورانس ومنحت الأمل للكثير من المرضى في الإمارات في ظروف كان العمل فيها بمهنة التمريض أمراً ليس بالسهل، ولكنها قبلت التحدي وامتهنت هذه المهنة السامية، ووهبت حياتها لمهنة التمريض وكانت تسير على قدميها حتى تصل إلى بيوت المرضى لتخفف عنهم آلامهم ، كما أنها كانت تذهب إلى عملها بمستشفى النخيل على ظهر حمار، لذلك لقبت بــ "فلورانس الإمارات". وبذلت الشرهان جهداً كبيراً في زيارات بيوت المرضى ضمن حملات التطعيم ضد مرض الملاريا، غجابت العديد من المناطق لأيام عدة وكانت تحمل خلال سفرها ما يسمي بــ "الشولة" وهو عبارة عن موقد صغير استخدمته في تعقيم الإبر الطبية في الماء المغلي.

## أهم المحطات في حياتها
سلمى الشرهان، "فلورنس الإمارات"، كانت أول ممرضة إماراتية ورائدة في التمريض. وُلدت في عام 1939 في إمارة رأس الخيمة وبدأت مسيرتها المهنية في عام 1955. ورغم عدم حصولها على تعليم أكاديمي في التمريض، إلا أنها اكتسبت مهاراتها عبر العمل الميداني والتعلم من الأطباء والممرضين المهرة.
أهم محطات حياتها:
1. البداية مع الصيدلة (1955): بدأت العمل كمساعدة في صيدلية بإمارة رأس الخيمة تحت إشراف طبيب صيدلاني، حيث تعلمت الأساسيات العملية في تقديم الرعاية الصحية.
2. التدريب الطبي مع بعثة بريطانية: عملت كمساعدة لطبيبة بريطانية تدعى "فيوز"، مما ساعدها على تطوير مهاراتها في التمريض واكتساب الخبرة العملية.
3. العمل في مستشفى النخيل (1961): انضمت إلى أول مستشفى في رأس الخيمة، حيث عملت لمدة 40 عامًا، واجهت خلالها تحديات كبيرة بسبب نقص الموارد وصعوبة الوصول إلى المرضى، فكانت تقوم بزياراتهم سيرًا على الأقدام.
4. المشاركة في حملات صحية: شاركت في حملات صحية مثل التطعيم ضد الملاريا، وقامت بجولات تستمر لأيام لزيارة المرضى وتقديم العلاج في مناطق نائية.
5. دعم الشيخ زايد: حظيت بتشجيع ودعم من الشيخ زايد بن سلطان آل نهيان، الذي اعتبرها قدوة لفتيات الإمارات ودعا النساء للانضمام إلى مهنة التمريض.
6. العمل الإنساني: قدمت مساعدات إنسانية داخل الإمارات وخارجها، حيث شاركت في إنشاء مراكز صحية في دول مثل الصومال، الهند، وإندونيسيا، لتقديم الرعاية الصحية للمحتاجين.

## الجوائز والتكريمات
حصلت سلمى على العديد من الجوائز داخل دولة الإمارات العربية المتحدة، منها جائزة حمدان للشخصيات الطبية المتميزة في المجال الطبي بدولة الإمارات 2009-2010. كما كرّمها مستشفى النخيل بإمارة رأس الخيمة، حيث وُضعت صورتها في ردهة الاستقبال بالمستشفى لتكون أول شيء يراه القادمون للعمل أو للعلاج؛ تقديرًا لعملها بجد وإخلاص كممرضة في المستشفى لأكثر من أربعين عامًا، كما اطلق اسم سلمى الشرهان على أحد المختبرات العلمية الرئيسة في كلية فاطمة للعلوم الصحية بأبوظبي والعين. كما عدها مؤسس الإمارات الشيخ زايد بن سلطان آل نهيان قدوة لفتيات ونساء الإمارات.

## الكتب والمؤلفات
| العنوان           | المؤلف      | عدد الصفحات | التاريخ        | الناشر      | ISBN              | المرجع |
| ----------------- | ----------- | ----------- | -------------- | ----------- | ----------------- | ------ |
| سلمى سالم الشرهان | عائشة الغيص | 40          | ١ يناير ٢٠٢٢ م | الظبي للنشر | 978-9948-848-00-4 | [ 12 ] |
|                   |             |             |                |             |                   |        |

## الوفاة
توفيت "فلورانس الإمارات" في فبراير من عام 2014 عن عمر يناهز 80 عامًا، بعد تاريخ مشرف وتفاني وتضحيات منقطعة النظير من إنسانة وهبت نفسها وحياتها لتخفيف الألام عن المرضى.